# Mathilde Pomès
Eulodie Mathilde Pomès née à Lescurry le 18 mai 1886, morte le 15 janvier 1977 à Clichy, est une critique littéraire, traductrice, épistolière et poète française.

## Biographie
Élève des lycées Pasteur et Jules-Ferry, puis de l'École des sciences politiques et étudiante à la Sorbonne, elle est la première femme agrégée d'espagnol (major à l'agrégation en 1916).
En 1920, la bourse Albert Kahn lui octroie un voyage en Amérique du Sud.
Elle reçoit plusieurs distinctions : chevalier de la Légion d'honneur  ; le prix Heredia en 1935, le prix Auguste-Capdeville de l’Académie française pour l'ensemble de son œuvre en 1957 ; le prix Gabriel Vicaire en 1964
.
Elle voyage beaucoup, entre autres avec Henry de Montherlant.
Elle est accueillie à la Fondation Galignani (Neuilly sur Seine) en 1973 et décède à l'hôpital Beaujon le 15 janvier 1977.
À sa mort en 1977, Paulette Patout lui rend un hommage In memoriam.
Elle est inhumée au cimetière nouveau de Neuilly-sur-Seine.

## Œuvre

### Poésie
- Ferveur ; lettre fac-similé de Paul Valéry ; frontispice de J.-E. Laboureur ( À la jeune Parque, 1928)[6]
- Absence comblée (les Nourritures terrestres, 1933)
- Altitude (Les cahiers du Journal des poètes Collection Série poétique  1938)
- Au bord de la nuit (Chez l'auteur, 20, rue de Grenelle 1956)[7]
- Orée (À la Fontaine de Grenelle, 1958)
- La Grande année (Chez l'auteur, 1963)
- Les martinets[8]
- Le nuage ;  musique de Federico Mompou compositeur espagnol sur un poème de Mathilde Pomès[9]

### Essais, critiques
- À Grenade avec Manuel de Falla (La Revue musicale 1934)
- Deux aspects de Montherlant :  Montherlant et l'Espagne, La poésie de Montherlant (Les nourritures terrestres 1934)
- À Rome avec Montherlant (A. Bonne, 1951)
- Gabriela Mistral (Poètes d'aujourd'hui, Seghers, 1976)
- Hommage à Valéry Larbaud : Valéry Larbaud et l'Espagne (NRF Gallimard, septembre 1957) [10]
- Ramon Gomez de la Serna Lire en ligne
- Jacinto Benavente et le prix Nobel de littérature Lire en ligne
- Miguel de Unamuno Lire en ligne
- Dictionnaire français-espagnol / Dictionnaire espagnol-français (Hatier, 1939)

### Traductions
de l'espagnol
- Anthologie de la poésie espagnole. Choix, traduction et commentaires (Stock)
- Mariano Azuela, Mauvaise graine (Gallimard, 1934)
- Gabriela Mistral, Poèmes choisis. Traduit par Mathilde Pomès (prose traduite par Francis de Miomandre), préface de Paul Valéry. (Stock, 1946)
- Ramon Gomez de la Serna, Échantillons. Traduction de Mathilde Pomès et Valéry Larbaud Lire en ligne
- Ortega Y Gasset, Le spectateur tenté (Plon, 1958)
- Carmen Laforêt, Nada Traduit par Marie-Madeleine Peignot, Mathilde Pomès et Maria Guzman (Bartillat)
- Jorge Isaacs, Maria
- Francisco Goya y Lucientes (peintre), La tauromaquia (introduction, études et présentations par Enrique Lafuente Ferrari, 1963)
- Mariano Brull, Tiempo en pena (Temps en peine)
- Federico Garcia Lorca, La Savetière Prodigieuse (Le magasin du spectacle : revue mensuelle du théâtre et du cinéma", no 1, 1946)
- Pedro Calderon de la Barca, La cena del Rey Baltasar
- M.L. Guzman, Avec Pancho Villa

de l'italien
- Curzio Malaparte, Ces chers Italiens

du portugais
- Joaquim Paço d'Arcos, Mémoires d'un billet de banque (La Table Ronde 1968)

Bibliographie complète (Œuvres et traductions)
Catalogue SUDOC.
Deux poèmes : 
- Gustavo Adolfo Bécquer, Les hirondelles[11]
- Federico Garcia Lorca, Romance de la lune[12]

### Correspondance
- Avec Jules Supervielle[13]
- Avec Manuel de Falla[14]
- Avec Valéry Larbaud (Correspondance Mathilde Pomès - Valéry Larbaud, Cahiers des amis de Valéry Larbaud, no 30 -1992 et 31 -1993)
- Avec Henry de Montherlant[15]

Il y a dans un petit livre de moi, qui vient de paraître, un poème, Chant des Lamels, qui me semble avoir quelque analogie avec cela. On parlera de votre livre dans la revue d’art La Renaissance, je l’ai prêté à Mme Mathilde Pomès, amie à moi, qui y fait la critique. Croyez, Monsieur, à mes meilleurs sentiments.
- Autres correspondances : liste sur le site Calames[16]

## Jugements et hommages
- Poète déchirant et connaisseur admirable du plus fin des langues  latine, castillane, italienne, sans parler de la française, Henry de Montherlant  [17]
- Mon cher ami, J'ai vu plusieurs fois Mlle Pomès, (…) avec laquelle j'ai souvent causé de littérature. Elle connaît l'espagnol d'une façon remarquable. Enrique Diez Cañedo Lettre à Valéry Larbaud[18]
- Homenaje a Mathilde Pomès : estudios sobre literatura del siglo XX (Publicaciones de la Universidad Complutense de Madrid, 1977)[19]